# Dorothy McFadden Hoover
Pour les articles homonymes, voir McFadden et Hoover.
Dorothy Estheryne McFadden Hoover (1er juillet 1918 – 7 février 2000) est une physicienne et mathématicienne américaine. Une des pionnières de la NASA et l'une des premières femmes afro-américaines engagées à Langley comme ordinateur humain, Hoover deviendra finalement une physicienne et mathématicienne publiée. Elle est l'une des premières femmes noires à figurer parmi les coauteurs des publications de recherche de la NASA. Ses recherches ont permis le développement du premier avion de chasse américain, le Sabre. Les réalisations de Hoover ont été présentées dans le livre à succès de Margot Lee Shetterly, Les figures de l'ombre. 

## Jeunesse
Dorothy Estheryne McFadden est née à Hope (Arkansas) le 1er juillet 1918 de William McFadden et Elizabeth Wilburn McFadden, la cadette d'une famille de quatre enfants.  Ses grands-parents étaient des esclaves. Après avoir obtenu son diplôme d'études secondaires à l'âge de 15 ans, Hoover s'inscrit à l'Arkansas Agricultural, Mechanical, and Normal College (AM&N). Elle obtient un baccalauréat ès sciences en mathématiques en 1938, deux mois avant son vingtième anniversaire.  

## Carrière
Hoover est engagée au Comité consultatif national de l'aéronautique (NACA, puis NASA) à Langley en 1943 en tant que mathématicienne professionnelle (P-1). Elle fait partie d'une classe de femmes, noires et blanches, embauchées pour travailler comme ordinateurs humains pour aider au développement de la technologie aéronautique pendant la Seconde Guerre mondiale. 
À l'origine, Langley est ségréguée lorsque Hoover commence à y travailler et les femmes noires sont consignées dans la zone ouest. Elle montre un tel potentiel qu'elle devient la première femme noire à être invitée à rejoindre un groupe de recherches. Hoover travaille ensuite directement avec l'ingénieur de la NASA, Robert T. Jones, connu comme « l'un des premiers ingénieurs aéronautiques du XXe siècle ». En 1946, elle terminait des calculs et collaborait pleinement avec Jones ; son travail devenant de plus en plus reconnu pour le domaine aéronautique.  
Hoover est l'une des premières femmes noires publiées hors de la NACA / NASA. En 1951, avec Frank S. Malvestuto, elle publie deux articles traitant des « ailes effilées à balayage fin» sur les avions ».  Ces articles ont tous deux fait progresser le développement des avions à grande vitesse militaires et civils. Aujourd'hui encore, les avions à vitesse supersonique utilisent ces concepts dans leurs design, qu'il s'agisse d'avions commerciaux, de chasse ou de la navette spatiale.  
En 1952, Hoover quitte Langley avec le titre de chercheur en aéronautique. Elle retourne à l'Université d'Atlanta et obtient une maîtrise en mathématiques. En 1954, elle obtient une deuxième maîtrise, celle-ci en physique à l'Université de l'Arkansas. Une partie de sa thèse de maîtrise de 1954, « Sur les estimations de l'erreur dans l'intégration numérique », a été incluse dans les Actes de l'Arkansas Academy of Science l'année suivante. Elle est retournée ensuite dans la fonction publique, travaillant d'abord au US Weather Bureau puis transférée au Goddard Space Flight Center de la NASA. Pendant son séjour à Goddard, Hoover devient la première femme noire à être promue GS-13, un poste de premier plan au sein du gouvernement fédéral américain. Après sa retraite, Hoover écrit et publie un livre sur l'histoire de l'Église épiscopale méthodiste africaine, intitulé A Layman Looks with Love at Her Church. 
Elle meurt à Washington, en 2000,. 